# گوئیدو کانتینی
گوئیدو کانتینی (ایتالیایی: Guido Cantini؛ ‏ ۹ آوریل ۱۸۸۹ – ۱ ژانویهٔ ۱۹۴۵) فیلم‌نامه‌نویس اهل پادشاهی ایتالیا بود.
از فیلم‌هایی که وی در آن‌ها نقش داشته‌است، می‌توان به دو یتیم، نغمه‌های جاویدان، مانون لسکو، عاشقم باش، آلفردو! و ورای عشق اشاره نمود.